# Dark Souls II: The Lost Crowns
Dark Souls II: The Lost Crowns es un conjunto de tres paquetes de contenido descargables para el videojuego Dark Souls II de 2014. El primero del trío, Crown of the Sunken King, se estrenó en julio de 2014 y fue seguido por Crown of the Old Iron King en agosto y Crown of the Ivory King en septiembre. Los paquetes, desarrollados por FromSoftware y publicados por Bandai Namco Entertainment, tuvieron una acogida positiva y recibieron elogios específicos por volver al complejo diseño de entrelazado y de nivel de bucle de los juegos anteriores de la serie, como Demon's Souls (2009) y Dark Souls (2011).

## Antecedentes
Antes del lanzamiento de Dark Souls II, el productor de Bandai Namco Entertainment, Takeshi Miyazoe, dijo que había potencial para contenido descargable, dependiendo de cómo reaccionaran los fanes ante el juego. Según Yui Tanimura, uno de los directores del juego, el trabajo en los paquetes de contenido comenzó inmediatamente después de que el juego de base fuera terminado. Las primeras reuniones de diseño llevaron a la decisión de hacer la trilogía lo más variada posible, y esto se vio facilitado por la libertad de no estar atado por la historia general de Dark Souls II. El director Yui Tanimura también decidió hacer hincapié en el descubrimiento en el DLC y aprovechar la experiencia de los jugadores desarrollados a partir del juego base. El 4 de junio de 2014, The Lost Crowns fue anunciado oficialmente. Cada paquete estaba disponible para la compra individual o como un pase de temporada completo. Las tres entregas de la trilogía recibieron críticas positivas y, gracias a un esfuerzo deliberado por emplear diseños a nivel diferente a todo lo que se encuentra en Dark Souls II, algunos críticos consideraron que el nuevo contenido era una mejora con respecto al juego base.

## Argumento
La historia de Dark Souls II se refería a una entidad abismal conocida como Manus que se rompía en numerosos fragmentos. Estos fragmentos ganaron conciencia individual y comenzaron a consumir energía. Una de estas piezas adoptó la apariencia de una reina y viajó a un país extranjero para manipular a su rey en una guerra, lo que llevó al principal conflicto del juego. La trama de The Lost Crowns se centra en otros tres fragmentos autónomos que se dirigen a varios reinos en busca de control.

## Crown of the Sunken King
La primera parte de la trilogía de contenido descargable de The Lost Crowns, Crown of the Sunken King, se publicó el 22 de julio de 2014. Recibió críticas positivas y fue considerado como una mejora sobre el diseño de nivel de Dark Souls II.

### Entorno y modo de juego
Crown of the Sunken King tiene lugar en una gran caverna subterránea de color verde con grandes pirámides escalonadas que se asemejan a los templos aztecas. Matt Kamen, de The Guardian, dijo que el pack incluye "algunos de los lugares más inquietantes y bellos que se pueden ver en una consola de última generación". El pack vio un aumento de rompecabezas ambientales en comparación con su juego anfitrión y las entradas anteriores en la serie; grandes segmentos arquitectónicos se deslizan y rotan y se elevan, interruptores que recompensan a los jugadores observantes están ocultos alrededor del nivel, y abundan las trampas. Estos elementos cambiantes a veces se pueden utilizar para eliminar enemigos, proteger al jugador o acceder a objetos ocultos, lo que da al pack un ritmo lento, más experimental y contemplativo que los diseñadores querían transmitir una sensación de verdadera exploración. El diseño del nivel físico de Crown of the Sunken King partió del estilo relativamente lineal de Dark Souls II, volviendo a un diseño más considerado e interconectado con áreas que se retroceden y presentan muchos atajos. También hay un énfasis en el diseño vertical en el paquete (algo que se usaría con mayor efecto en el siguiente capítulo, Crown of the Old Iron King), que a algunos críticos les pareció refrescante y a otros les pareció frustrante.
Muchos de los peligros en Crown of the Sunken King dependen de un mecanismo de envenenamiento que, si se activa, drena la salud del jugador con el tiempo. Un notable adversario emite una neblina venenosa que aflige al jugador si participa en un combate cuerpo a cuerpo, incentivando un cambio en el estilo de juego. Esta reconsideración forzada es un elemento común en los enemigos y trampas del pack, enfatizando la acción metódica. Crown of the Sunken King presenta tres encuentros con jefes, uno de los cuales es opcional y se establece después de una difícil ruta de desafío. El jefe final, un dragón empalado y venenoso llamado Sinh, fue creado como el "eje" de la dura atmósfera del nivel. En la historia del pack, los adoradores de dragones construyeron los templos alrededor de Sinh, y una secta diferente de cultos invadió y despertó inadvertidamente al dragón. Hasta ese momento, Sinh había estado absorbiendo todos los venenos subterráneos del mundo, pero, al despertar, liberó la acumulación y efectivamente desoló la ciudad.

### Recepción crítica
Crown of the Sunken King recibió una recepción "generalmente favorable", según el agregador de reseñas Metacritic. Simon Parkin, de Eurogamer, elogió el diseño y las imágenes del pack, calificándolo de "buen comienzo para esta serie de capítulos adicionales". Escribiendo para GameSpot, Miguel Concepción comparó el complejo diseño entrelazado del paquete con el diseño original de Dark Souls (2011), escribiendo: "El sobresaliente diseño exploratorio de Crown of the Sunken King y la abundancia de encuentros enemigos atractivos lo convierten en una aventura estupenda, aunque con un pelo menos de lo que sería esencial". Brett Phipps de VideoGamer apreció el hecho de que el pack estuviera "libre de asentimientos al pasado" y señaló la calidad y la dificultad de los encuentros de combate. Sin embargo, Phipps criticó parte del diseño del nivel, citando el aumento de la verticalidad como algo perjudicial para la experiencia. Official Xbox Magazine escribió: "Puede que sea difícil, pero Crown of the Sunken King ofrece algunos de los mejores y más intrincados diseños de nivel de la serie hasta ahora". Matt Kamen de The Guardian escribió, llamando al pack "una actualización bienvenida a Dark Souls II, entonces, aunque con dos capítulos aún por llegar, tal vez un poco de luz sobre el contenido general". Escribiendo para PC Gamer, Cory Banks consideró que el paquete tenía un valor tremendo y se mostró favorable a su constante desafío. Dave Tach de Polygon llamó a Crown of the Sunken King una "expansión indispensable" que representa a "Dark Souls en su mejor momento". Universalmente, los críticos esperaban con impaciencia los próximos dos paquetes de contenido de la serie Lost Crowns.

## Crown of the Old Iron King
La segunda parte de la trilogía de contenido descargable de The Lost Crowns, Crown of the Old Iron King, se publicó el 26 de agosto de 2014. Recibió críticas positivas y fue elogiado por su entorno único y su inusual diseño vertical.

### Entorno y modo de juego
Crown of the Old Iron King se encuentra en una enorme torre de cenizas con una fundición en la base y un salón del trono expuesto en la parte superior. Es una zona fantástica con trajes gigantescos de armadura colgante que sirven de ascensores y con vastas llanuras de ceniza endurecida de las que emergen los enemigos. El jugador comienza el pack en una montaña cercana y se enfrenta a un puente de cadenas gigante que conduce al nivel superior de la torre aislada. Tras una travesía precaria, gran parte del capítulo comprende el descenso de la aguja y el desbloqueo paulatino de sus distintas zonas. Al igual que en el pack anterior, Crown of the Old Iron King hace hincapié en la atención a los detalles ambientales y a la jugabilidad cautelosa, pero esta vez para mejorar los encuentros de combate en lugar de resolver los puzles. La torre es compleja, con numerosos pisos y zonas laterales y con un trazado que requiere retroceso y una hábil navegación. Varios críticos apreciaron el diseño y las imágenes del área.
Los enemigos de Crown of the Old Iron King son poderosos y tienden a aparecer en grupos. Al igual que los enemigos que emiten veneno en Crown of the Sunken King, este pack ofrece adversarios con mecanismos que obligan al jugador a ralentizar su ataque y adaptarse. Por ejemplo, hay un gran enemigo de hierro que descarga lava dañina de su lado, alternando entre la derecha y la izquierda a intervalos; este diseño y otros promueven un movimiento bien considerado y deliberado por parte del jugador. Crown of the Old Iron King presenta tres jefes, el primario de los cuales se encuentra en la parte inferior de la torre y está rodeado de objetos que lo curan. Estos objetos sólo pueden ser destruidos con objetos encontrados en todo el paquete, enfatizando una vez más la importancia de la exploración.

### Recepción crítica
Crown of the Old Iron King recibió una recepción "generalmente favorable", según el agregador de reseñas Metacritic. Al escribir para Eurogamer, Simon Parkin elogió el entorno y el diseño visual únicos, calificándolo de "posiblemente más memorable en términos tanto de enemigos como de vistas" que Crown of the Sunken King. Él notó que el paquete era relativamente breve. Miguel Concepción de GameSpot escribió: "Lo que es notable de Crown of the Old Iron King es cómo transmite una profunda historia de sentido sin la ayuda de un flashback. Sus defensas dormidas esperan tu llegada, como lo han hecho para innumerables héroes antes y para aquellos que seguirán tus pasos". Official Xbox Magazine calificó el pack de "un paso adelante con confianza desde la ya impresionante primera parte y un tentador sabor de lo que está por venir". Dave Tach, de Polygon, todavía apreciaba el paquete, pero a veces encontraba su dificultad frustrante. En última instancia, Tach concluyó que Crown of the Old Iron King requiere una inversión de tiempo y esfuerzo, pero vale la pena. Por el contrario, Cory Banks de PC Gamer consideró que el paquete era "más fácil de lo que esperábamos", pero elogió la gratificante exploración.

## Crown of the Ivory King
La conclusión de la trilogía de contenido descargable de The Lost Crowns y de Dark Souls II en general, Crown of the Ivory King, estaba prevista para el 24 de septiembre de 2014, pero se retrasó hasta el 30 de septiembre. Fue lanzado un día antes en PC y un día después en PS3. El paquete recibió críticas positivas y fue visto como una despedida adecuada para el juego.

### Entorno y modo de juego
Crown of the Ivory King ve al jugador explorando una ciudad helada, Eleum Loyce, con una catedral-castillo centralizada y una parroquia circundante. Además de una pequeña área opcional en Dark Souls, este pack es la primera gran área de invierno de la serie. Al entrar por primera vez en el nivel, la visibilidad es baja y gran parte de la ciudad está oscurecida por la niebla helada y la escarcha; trozos de hielo endurecido y glaciares salpican el paisaje, conteniendo enemigos y tesoros congelados. Después de navegar por una larga y curvilínea muralla y una serie de patios nevados, el jugador levanta la ventisca, aclarando las imágenes y abriendo estos elementos previamente atrapados para crear una nueva experiencia al retroceder. El diseño general del pack es más lineal que el de los dos anteriores, pero esto se ve compensado por la profusión de secretos descongelables y ocultos. Al igual que con los dos packs anteriores, Crown of the Ivory King continúa con la tendencia del diseño de niveles, junto con rompecabezas ambientales y enemigos creativos.
Al entrar por primera vez en la ciudad, el jugador se enfrenta a ir a lo largo de la muralla a la izquierda o a la derecha. Inmediatamente a la izquierda se encuentra el primero de los tres jefes de la manada, un tigre blanco que comienza invisible y que luego se revela al adquirir un objeto. El jugador puede vencer al jefe temprano y evitar una gran parte del nivel, pero hacerlo es muy difícil. Otro ejemplo de este diseño inusual se puede ver en el jefe final titular de Crown of the Ivory King, a quien se puede desafiar muy pronto en el pack. El jefe demuestra ser prácticamente invencible sin la ayuda de los caballeros que el jugador recluta a lo largo de todo el nivel. Debido a que estos caballeros son opcionales y están separados entre sí, el desafío final tiene un elemento de ritmo propio; mientras más seguidores se reúnan, más fácil será la batalla final. Marty Sliva de IGN llamó a este encuentro final "una batalla masiva y emocionante que se desarrolla con un alcance mayor que cualquier pelea de jefes de la serie".

### Recepción crítica
Crown of the Ivory King recibió una recepción "generalmente favorable", según el agregador de reseñas Metacritic. Simon Parkin, de Eurogamer, apreció el inusual diseño final del jefe del pack y cómo dio al capítulo un "ritmo único" que "trastorna la ya familiar estructura de Dark Souls II". Escribiendo para GameSpot, Miguel Concepción elogió el pack y dijo: "Crown of the Ivory King es una vuelta de victoria melancólica de la única manera en que un juego de Dark Souls puede presentar un final". Official Xbox Magazine escribió que el último trabajo de la trilogía aprovecha los sistemas y la mecánica de la serie de una manera admirablemente creativa. Ben Griffin, de PC Gamer, concluyó que el paquete era de alta calidad y sólido, pero de bajo contenido. Bob Mackey de USgamer escribió: "Si has estado jugando a través de Dark Souls 2 DLC hasta ahora, Ivory King ofrece muchas razones para ver lo último de lo que FromSoftware tiene que ofrecer", y calificó favorablemente el escenario de "atípico para un juego Souls". Adam Beck, de Hardcore Gamer, consideraba a Crown of the Ivory King como el mejor del trío, pero estaba decepcionado de que no hubiera una gran conclusión. Varios críticos elogiaron especialmente al jefe final del grupo y la forma en que inspira un estilo de juego inusual en la serie.